# 団体長期障害所得補償保険
団体長期障害所得補償保険（だんたいちょうきしょうがいしょとくほしょうほけん、GLTD）は団体保険の一種で、病気やケガにより長期間に渡って就業が不能になったときの所得を補償する、企業の福利厚生制度である。LTDはLong Term Disabilityの略で、GroupのGをつけてGLTDと呼ばれる。通常は会社を通じてのみ加入できる団体保険で、加入企業の従業員が病気やケガにより長期間にわたって働くことができなくなった場合、月々の給与の一部が最長で定年年齢まで補償される。

## 歴史
LTDのルーツは20世紀初頭米国における労働者による共済制度から始まる。1929年の大恐慌以降、所得補償制度として米国で飛躍的に普及した。現在米国では広く普及しており、社員数501人～2000人の企業の約95%が導入している。
日本では1994年に大蔵省（当時）の認可を得てから企業への導入がはじまり、「働けなくなるリスク」をカバーできるユニークな保険商品として普及が進んでいる。